# Nordisches Ski- und Biathlonzentrum Guyangshu
Das nordische Ski- und Biathlonzentrum Guyangshu (chinesisch 古阳树, Pinyin Gǔ yáng shù) befindet sich im  Zhangjiakou-Cluster und besteht aus einem Langlauf- und Biathlonstadion, sowie einer Groß- und einer Normalschanze. Die Wettbewerbe der Olympischen Winterspiele 2022 in den Disziplinen Langlauf, Nordische Kombination, Biathlon und Skispringen werden hier stattfinden.

## Lage
Das Nordische Ski- und Biathlonzentrum Guyangshu befindet sich im Distrikt Chongli der Stadt Zhangjiakou, die rund 180 km von Peking entfernt in der Provinz Hebei liegt. Chongli ist schon seit rund 20 Jahren ein wichtiges Gebiet für den Skitourismus in China.

## Langlauf- und Biathlonzentrum
Das Langlauf- und Biathlonzentrum wird während der Spiele 10.000 Zuschauern Platz bieten, während hier die Wettbewerbe im Biathlon, Langlauf und der nordischen Kombination stattfinden. Eigentümer des nationalen Langlauf- und Biathlonzentrums ist die Zhangjiakou AoTi Construction and Development Co., Ltd.

## Nationales Skisprungzentrum Schnee-Ruyi
Das Nationale Skisprungzentrum Schnee-Ruyi besteht aus zwei Skisprungschanzen. Eine davon ist eine Normalschanze mit einem K-Punkt von 95 Metern und einer Gesamthöhe von 114,7 Metern. Die andere ist eine Großschanze mit einem K-Punkt von 125 Metern und einer Gesamthöhe von 136,2 Metern. Die Architektur der Schanzen ist angelehnt an das Ruyi-Zepter, einem chinesischen Talisman, weshalb die Schanzenanlage „Schnee-Ruyi“ genannt wird. Am Schanzenkopf wird sich eine 40 Meter hohe, kreisförmige Aussichtsplattform mit einem Durchmesser von 80 Metern und einem Panoramarestaurant befinden. Das Stadion am Fuße der Schanzen soll eine Kapazität von 10.000 Zuschauern haben. Als Budget zum Bau der Anlage wurden 65 Mio. US-Dollar veranschlagt. Eigentümer ist ebenfalls die Zhangjiakou AoTi Construction and Development Co., Ltd.